# 경성좌
경성좌(京城座)는 오늘날 서울시 중구 퇴계로 211-5번지에 위치해 있었던 곳으로, 일본거류민을 위한 극장을 말한다.
1905년경 개관하여 1910년경 화재로 소실되었다.
개관 당시 일본인을 상대로 한 신파극 공연을 주로 하였으며, 이후 혁신단(革新團)을 조직하는데 큰 역할을 한 임성구(林聖九)가 이 극장의 신방에서 근무하며 일본의 신파극을 보며 신연극에 대한 꿈을 키웠다고 한다.
해방 이후 극동극장으로 개관하여 동시상영관으로 명맥을 이어오다 2006년경 경영난으로 문을 닫았으며 건물은 2015년에 철거되었다.